# Edgar Meyer
Edgar Meyer (Bonn, 5 de março de 1879 — Zurique, 29 de fevereiro de 1960) foi um físico alemão.

## Vida
Edgar Meyer nasceu em Bonn, filho do industrial do ramo têxtil e comerciante Michael Meyer (1838-1903) e de Maria, nascida Hirz. Após o Abitur em Bonn, Meyer estudou física com Emil Warburg na Universidade de Berlim, obtendo no semestre de inverno 1902/03 o doutorado com a tese Absorption der ultravioletten Strahlung in Ozon (Absorção de Luz Ultravioleta no Ozônio). Em seguida foi assistente de Paul Drude no Instituto de Física da Universidade de Berlim até 1907. No semestre de inverno seguinte foi assistente de Alfred Kleiner no Instituto de Física da Universidade de Zurique, onde obteve a habilitação no verão de 2008. Entre 1909 e 1912 foi primeiro Privatdozent e assistente e a partir de 1910 também professor titular no Instituto de Física da Universidade Técnica de Aachen sob direção de Johannes Stark. Em 1912 foi chamado para ser professor extraordinário de física teórica da Universidade de Tübingen, onde permaneceu até o semestre de inverno 1915/16.
Em seguida foi chamado para ser professor ordinário de física experimental na Universidade de Zurique e diretor do Instituto de Física, após ter recusado um chamado para ser professor da Universidade de Göttingen. Permaneceu na Universidade de Zurique até tornar-se professor emérito em 1949.
Foi casado com Elsa (1884-1964), filha de Benjamin Löwenberg de Berlim. Edgar Meyer, que em 1911 juntamente com sua mulher converteu-se do judaísmo para o protestantismo, morreu em Zurique em 29 de fevereiro de 1960, poucos dias antes de completar 81 anos de idade.

## Carreira
Edgar Meyer tornou-se conhecido por sua publicação de 1908 em parceria com Erich Regener, provando que o decaimento radioativo é um processo estatístico, uma realidade que não era elementar naquela época. Este trabalho forneceu um caminho para a determinação exata da Carga do elétron.
Seus interesses de pesquisa abrangeram uma grande parte da física da época, entre outras espectroscopia, física da descarga elétrica em gases, efeito fotoelétrico e ultrassom. Meyer dedicou-se intensivamente à espectroscopia nos espectros ultravioleta e visível. Demais pesquisas foram devotadas à determinação da quantidade de ozônio na atmosfera mediante medições de absorção em ultravioleta. Continuamente questionava sobre a permissividade da atmosfera terrestre à radiação ultravioleta em ondas curtas do sol na faixa entre as bandas de absorção do ozônio e do oxigênio.
Além disso, Edgar Meyer foi o primeiro a apresentar demonstrações em aula em grande escala. Também rejeitou a então comum separação entre física experimental e física teórica. Em 1921 convenceu a Universidade de Zurique a oferecer a cátedra vacante de física teórica para o ainda desconhecido Erwin Schrödinger. Após tornar-se professor emérito dedicou-se à estudos de arqueologia e viagens.

## Obras selecionadas
- Absorption der ultravioletten Strahlung in Ozon. Tese de doutorado, 1903.
- Der photoelektrische Effekt an ultramikoskopischen Metallteilen. In: Annalen der Physik 45. p. 177–236, com Walther Gerlach
- Bericht über die Unterschiede der zeitlichen Schwankungen der radioaktiven Strahlung. In: Jahrbuch der Radioaktivität und Elektronik 5. 1908, p. 423–450.
- Versuche zur Beugung des Lichts an Ultraschallwellen. In: Helvetica Physica Acta 6. 1933, p. 242–244, com Richard Bär
- Durchlässigkeit der Erdatmosphäre für Sonnenstrahlung der Wellenlänge 2144 Ä. In: Helvetica Physica Acta 14. 1941, p. 625–632.